# 圣洛朗拉孔什
圣洛朗拉孔什（法語：Saint-Laurent-la-Conche，法語發音：[sɛ̃ loʁɑ̃ la kɔ̃ʃ]）是法国卢瓦尔省的一个市镇，位于该省中部，属于蒙布里松区。

## 地理
圣洛朗拉孔什（45°41'2"N, 4°12'41"E）面积15.51 平方千米，位于法国奥弗涅-罗讷-阿尔卑斯大区卢瓦尔省，该省份为法国中南部省份，北起顺时针与索恩-卢瓦尔省、罗讷省、伊泽尔省、阿尔代什省、上盧瓦爾省、多姆山省和阿列省接壤。
与圣洛朗拉孔什接壤的市镇（或旧市镇、城区）包括：瓦莱耶、尚贝翁、弗尔、马尼厄欧特里沃、马尔克洛、圣西尔莱维涅。

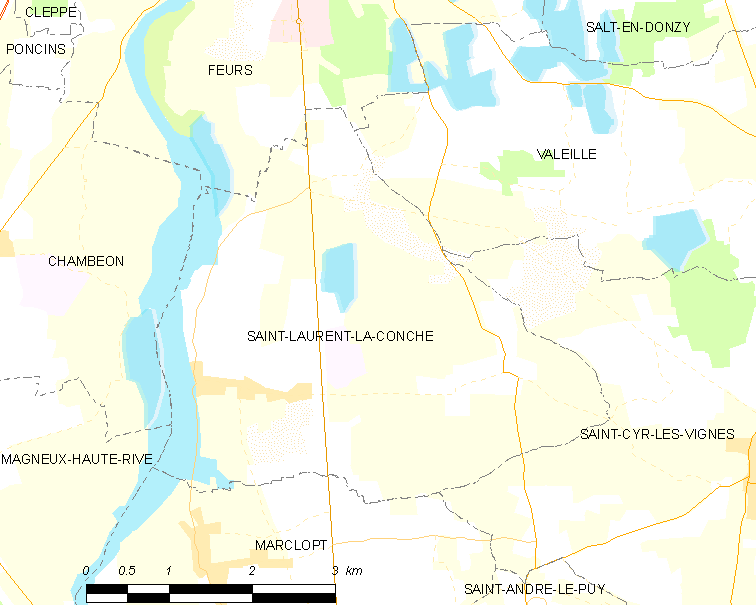
圣洛朗拉孔什的OSM定位图

圣洛朗拉孔什的时区为UTC+01:00、UTC+02:00（夏令时）。

## 行政
圣洛朗拉孔什的邮政编码为42210，INSEE市镇编码为42251。

## 政治
圣洛朗拉孔什所属的省级选区为弗尔县。

## 人口

1962-2008年间圣洛朗拉孔什人口变化图示

圣洛朗拉孔什于2022年1月1日时的人口数量为559人。